# Lissodendoryx florida
Lissodendoryx florida är en svampdjursart som beskrevs av Koltun 1955. Lissodendoryx florida ingår i släktet Lissodendoryx och familjen Coelosphaeridae. Inga underarter finns listade i Catalogue of Life.